# Vanligt Folk i Köpings kommun
Vanligt Folk i Köpings kommun (VFiK) är ett lokalt politiskt parti i Köpings kommun. Partiet har varit representerat i kommunfullmäktige sedan 2022. Efter valet 2022 ämnade partiet att bilda ett majoritetsstyre tillsammans med Sverigedemokraterna, Moderaterna, Kristdemokraterna, och Liberalerna. Då Kristdemokraterna kort efteråt bytte sida för att styra med Socialdemokraterna, Vänsterpartiet och Centerpartiet, hamnade VFiK dock istället i opposition.

## Valresultat
| År   | Röster | %    | Mandat |
| ---- | ------ | ---- | ------ |
| 2022 | 523    | 3,24 | 2 / 49 |